# Ordem da Bandeira Vermelha do Trabalho
Ordem da Bandeira Vermelha do Trabalho (em russo: Орден Трудового Красного Знамени) foi uma condecoração da União Soviética criada para honrar grandes obras e serviços prestados ao Estado e à sociedade soviéticos, nos campos da produção, ciências, cultura, literatura, artes, educação, saúde e outras esferas de atividade profissional. Era a contrapartida civil à militar Ordem do Estandarte Vermelho. Além de pessoas, algumas instituições e fábricas que orgulharam a URSS também receberam a comenda.

## História
De início, era outorgada apenas dentro do âmbito da República Socialista Federativa Soviética Russa, e assim sancionada em 28 de dezembro de 1920 durante o VIII Congresso dos Sovietes. Inspiradas nela, outras repúblicas soviéticas também criaram ordens semelhantes. Um exemplo notável foi a da República Soviética Popular da Corásmia, que chegou a condecorar Lenin ─ medalha hoje preservada no Museu Lenin, em Moscou.
O primeiro agraciado com a versão russa da ordem foi o camponês Nikita Minchukov, da província de Gomel, por sua bravura ao proteger a ponte de Chigirin contra o degelo, em 1921.
A versão unificada e válida para toda a URSS foi oficialmente criada em 7 de setembro de 1928, por decisão do Comitê Central Executivo e do Conselho de Comissários do Povo da URSS e aprovada num decreto subsequente de 15 de setembro de 1928. No entanto, os primeiros exemplares do novo modelo só começaram a ser distribuídos em 1931. Até então, os condecorados recebiam as medalhas regionais de suas respectivas repúblicas, que mais tarde foram substituídas pela insígnia unificada.
Os estatutos e regulamentos da Ordem foram modificados diversas vezes durante a existência da URSS, em 1936, 1943, 1947 e 1980. A partir de 1934, cessaram-se as concessões das versões republicanas da ordem, embora os direitos e privilégios dos premiados tenham sido preservados.
O uso da medalha, incluindo o desenho da fita e sua colocação no suporte de fixação, foi regulamentado por decreto do Soviete Supremo em 19 de junho de 1943.

## Estatuto
A Ordem podia ser outorgada à cidadãos da URSS, à homens de negócios, associações, instituições e a repúblicas autônomas aliadas, territórios, distritos, cidades e outras localidades; também podia ser outorgada a não-cidadãos da URSS, assim como a empresas e instituições localizadas em países estrangeiros:
- por grandes realizações no desenvolvimento da indústria, agricultura, construção, transporte e outros setores da economia, aumentando a eficiência na produção social.
- por maiores taxas de crescimento da produtividade no trabalho, a qualidade do produto melhorado, o desenvolvimento e a introdução de mais avançados processos de fabricação.
- por altos e consistentes resultados na implementação e complementação de atribuições planejadas e obrigações socialistas realizadas.
- por maiores avanços no aumento da produtividade da cultura agrícola e da produtividade da pecuária, aumentando a produção industrial e as vendas de produtos agrícolas do Estado.
- por contribuição no desenvolvimento da ciência e tecnologia, pela introdução das mais recentes conquistas na economia nacional, por invenções e inovações de grande significado técnico-econômico.
- por contribuições no fortalecimento da defesa nacional.
- por atividades de grande proveito nas artes, cultura e literatura soviéticas.
- por contribuições na educação e na educação política comunista para as novas gerações,
- por realizações especiais no desenvolvimento da cultura física e do esporte.
- por realizações especiais no campo das atividades públicas e de Estado e pelo fortalecimento da legalidade socialista e do Estado de direito.
- por grandes realizações na cooperação econômica, científica, cultural e técnica entre a União Soviética e outros Estados.

A Ordem podia ser outorgada várias vezes ao mesmo recipiente por realizações sucessivas ou por mérito contínuo. Era usada no lado esquerdo do peito, e, na presença de outras ordens soviéticas, imediatamente após a Ordem do Estandarte Vermelho.  Se usada junto com Ordens e medalhas da Federação Russa, estas últimas têm preferência.

## Desenho
O desenho da Ordem da Bandeira Vermelha do Trabalho evoluiu ao longo dos anos. Seu desenho original, chamado de "tipo 1", foi alterado em 1936 e a nova variante chamada de "tipo 2".

### Tipo 1
Consistia num crachá alto de prata de 38 mm de largura por 43 mm de comprimento, no formato de uma roda dentada, com um disco no centro, onde ficava encravada a foice e martelo em dourado, todo bordeado de panículas de trigo, sobre o baixo relevo de uma barragem hidrelétrica. A parte superior continha uma bandeira vermelha desfraldada com a inscrição "Proletários do mundo, uni-vos! (russo: “Пролетарии всех стран, соединяйтесь!”). Da metade inferior da roda dentada salientava-se um triângulo vermelho apontando para baixo. Na parte inferior da roda dentada vinha a inscrição CCCP (URSS), num escudo estilizado horizontal, cortado por outra roda dentada menor. No reverso, ela continha dois pequenos rebites para segurar a foice o martelo do anverso, o número de série da medalha e a inscrição CCCP. A Ordem era presa à roupa por um arranjo de rosca e parafuso.
| Tipo 1 anverso | Tipo 2 anverso |
| -------------- | -------------- |
|                |                |
| 1931 - 1936    | 1936 - 1943    |

### Tipo 2
Também consistia num crachá alto de prata no formato de uma roda dentada, medindo 38 mm de largura por 44 mm de comprimento. Na metade inferior da roda, vinha a inscrição "Proletários do mundo, uni-vos! (russo: “Пролетарии всех стран, соединяйтесь!”) e no infeior da roda sobressaía uma estrela vermelha esmaltada de cinco pontas, sobre um escudo de onde se projetam panículas de trigo à esquerda e à direita. No centro da medalha, o disco era circundado por uma grinalda de folhas de carvalho dourado que carregam a imagem em relevo de uma usina hidrelétrica e abaixo dela a água em azul também esmaltado. Dentro dela, a foice e martelo e um mastro, do lado esquerdo, desfraldando uma bandeira vermelha com a inscrição CCCP em dourado. Em torno do lado exterior da grinalda de carvalho, havia ranhuras em branco esmaltado iguias as da roda dentada do entorno. No reverso, uma reentrância côncava que abrigava oito rebites - três a partir de 1943 - usados para prender a medalha à roupa e o número de série da Ordem gravado na parte inferior.

### Tipo 3

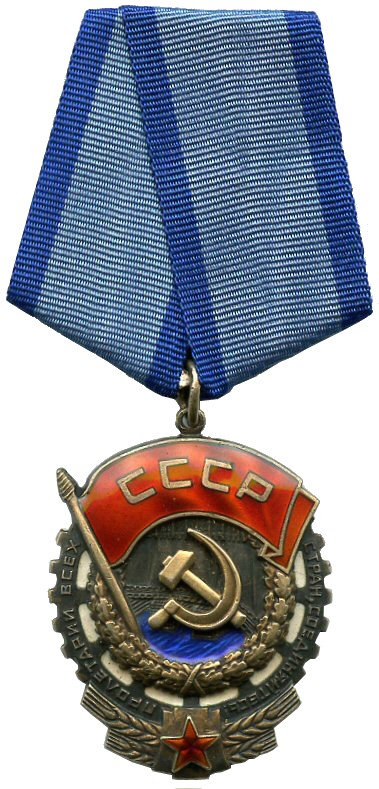
Anverso do tipo 3

A versão de 1943 da Ordem da Bandeira Vermelha do Trabalho segue o modelo de 1936, mas adaptada para uso em fita.
A insígnia da ordem tem formato ovalado, com bordas representando uma engrenagem. A parte superior é coberta por uma bandeira esmaltada em vermelho-rubi, onde está inscrito "СССР" em letras douradas. No centro, aparece a imagem dourada da foice e martelo sobre uma usina hidrelétrica e uma ponte ferroviária. A base do desenho é ladeada por um ramo de carvalho dourado em semicírculo. Ao redor da engrenagem está escrito: "Proletários do mundo, uni-vos!.
Na parte inferior da engrenagem, há espigas de trigo que se abrem para os lados, presas ao centro por uma larga faixa com uma estrela vermelha esmaltada.

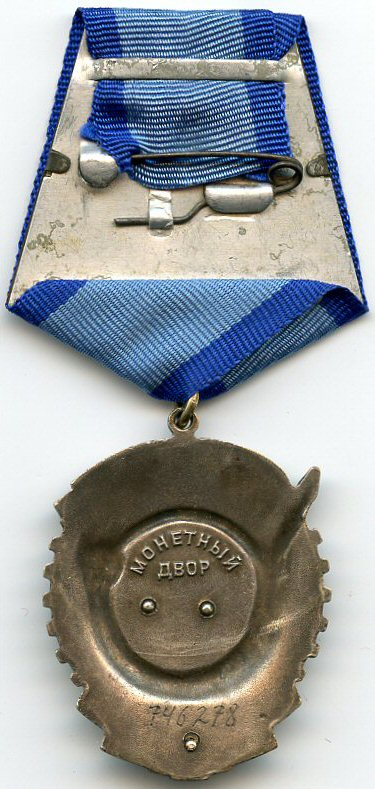
Reverso do tipo 3

A ordem é feita de prata, medindo 44 mm de altura por 37 mm de largura. Possui um elo superior que a liga, por meio de um anel, a uma base pentagonal forrada com fita de seda moiré azul-escura com duas listras longitudinais azul-claras de 3,5 mm nas bordas. A fita tem largura total de 24 mm. No verso da base, há um alfinete para fixação na roupa.

## Recipientes
Alguns dos recipientes da Ordem através dos anos foram  Lyudmila Shevtsova, campeã olímpica e recordista mundial, o poeta Yevgeny Yevtushenko, o matemático Pavel Alexandrov, a revolucionária e diplomata Alexandra Kollontai, o político e secretário-geral do Partido Comunista Yuri Andropov  e Mikhail Gorbachev, que a recebeu quando tinha apenas 16 anos, em 1947, pela colheita de uma safra recorde na fazenda coletiva de sua família, uma honra extremamente rara para alguém tão jovem.
Os primeiros condecorados com a versão da URSS da ordem foram os mecânicos da Força Aérea V. Fedotov, A. Shelagin e M. Kvyatkovsky, pela participação ativa na missão de resgate do dirigível Italia, acidentado na região do Polo Norte. Já a primeira medalha numerada (nº 1) foi entregue ao coletivo da Fábrica Putilov, em Leningrado.
Antes da Segunda Guerra Mundial, mais de 8 mil concessões da ordem haviam sido feitas, reconhecendo operários, camponeses, intelectuais e coletivos de fábricas, institutos de pesquisa, escolas, fazendas coletivas e fazendas estatais. Até o início de 1977, o número de agraciados ultrapassava a marca de 1 milhão.
O último agraciado com a Ordem da Bandeira Vermelha do Trabalho na história da URSS foi Ioakim Gueórguievitch Sharoyev, chefe de departamento da Academia Russa de Arte Teatral do Ministério da Cultura da RSFSR. Ele recebeu a honraria por decreto do Presidente da URSS em 21 de dezembro de 1991, “pelos méritos no desenvolvimento da música e arte popular soviética”.

#### Cidades condecoradas com a Ordem da Bandeira Vermelha do Trabalho:
- 1970 — Mykolaiv, Tiraspol, Dniprodzerjinsk, Vorkutá, Gomel, Mirny.
- 1971 — Kaliningrado, Kaluga, Magnitogorsk, Murmansk, Nizhni Taguil, Novokuznetsk, Novomoskovsk, Omsk, Orsk, Podolsk, Kalinin, Yaroslavl, Vladimir, Jdanov, Berezniki, Angarsk, Temirtau, Norilsk, Kramatorsk, Yuzhno-Sakhalinsk.
- 1972 — Petropavlovsk-Kamchatsky.
- 1974 — Kirov, Vitebsk, Poltava.
- 1975 — Krivoy Rog.
- 1977 — Cherepovets, Makeevka, Rybinsk, Kineshma.
- 1978 — Frunze, Petrozavodsk, Kherson, Grodno, Kovrov, Narva, Verkhnyaya Salda.
- 1979 — Pavlograd, Chiatura.
- 1980 — Pyatigorsk, Syktyvkar, Dzerjinsk, Nikopol, Solikamsk.
- 1981 — Noginsk, Prokopyevsk, Ashkhabad, Irbit, Kirovsk.
- 1982 — Kurgan, Miass, Pervouralsk, Yakutsk.
- 1983 — Veliky Novgorod, Rovno.
- 1984 — Karaganda, Pskov, Yoshkar-Ola, Ordjonikidze, Dushanbe, Ulan-Ude, Simferopol, Jitomir.
- 1985 — Briansk, Penza, Lutsk, Stakhanov.
- 1986 — Tambov, Tcheboksary, Cherkassy.
- 1987 — Togliatti, Bobruisk, Efremov.

Os maiores centros urbanos da URSS não receberam essa condecoração, pois eram geralmente homenageados com a mais prestigiada Ordem de Lenin. Entre as 15 cidades russas com mais de um milhão de habitantes (em 2021), apenas Omsk foi agraciada com a Ordem da Bandeira Vermelha do Trabalho.